# Бельгия на зимних Олимпийских играх 1928
Бельгия принимала участие в Зимних Олимпийских играх 1928 года в Санкт-Морице (Швейцария) во второй раз за свою историю, и завоевала одну бронзовую медаль. Сборную страны представляли 25 человек: 24 мужчины и одна женщина, они соревновались в 3 видах спорта: хоккей, бобслей и фигурное катание.

### Бронза
- Фигурное катание, мужчины — Роберт ван Зебрук.

## Состав сборной
Самым молодым участником сборной был 18-летний фигурист Роберт ван Зебрук. Самым старшим участником — 39-летний бобслеист Леон Том.

## Результаты по видам спорта

### Бобслей
Соревнования состоялись 18 февраля на Олимпийской бобслейной трассе Санкт-Мориц — Челерина.
| Место | Команда    | Участники                                                                  | Заезд 1 | Заезд 2 | Общее время |
| ----- | ---------- | -------------------------------------------------------------------------- | ------- | ------- | ----------- |
| 6     | Бельгия I  | Эрнест Ламбер, Вальтер Гансхоф, Марсель Седиль-Курбон, Макс Убен, Леон Том | 1:39.8  | 1:44.7  | 3:24.5      |
| 16    | Бельгия II | Шарль Мюлдер, Юбер Крин, Фердинанд Юбер, Луи Руа, Робер Ланглуа            | 1:45.0  | 1:46.2  | 3:31.2      |

### Фигурное катание
Соревнования прошли с 14-го по 19 февраля на открытом стадионе в Санкт-Морице,
Роберт ван Зебрук участвовал в соревнованиях среди мужчин (одиночные), а также вместе с Жози ван Леберг — в парном катании.
В соревнованиях мужчин он занял третье место, в соревнованиях пар они заняли шестое.
Мужчины
| Место | Имя               | CF | FS | Очки | Баллы   |
| ----- | ----------------- | -- | -- | ---- | ------- |
| 3     | Роберт ван Зебрук | 3  | 3  | 27   | 1542.75 |

Пары
| Место | Имя                                 | Очки | Баллы |
| ----- | ----------------------------------- | ---- | ----- |
| 6     | Жози ван Леберг / Роберт ван Зебрук | 54   | 83.00 |

### Хоккей с шайбой
Хоккейный турнир прошёл в период с 11 по 19 февраля в Санкт-Морице. Турнир вначале разыгрывался только как олимпийский, но через два года конгресс международной федерации хоккея принял решение присвоить этому турниру статус чемпионата мира и Европы. Таким образом это первый турнир в истории хоккея на льду в котором разыгрывались сразу за три чемпионских звания. Поэтому этот олимпийский турнир также считается третьим чемпионатом мира и тринадцатым чемпионатом Европы.
Бельгийская хоккейная команда попала в Группу A, где выиграла у Венгрии (3 : 2), но проиграла Франции (3 : 1). По итогу турнира Бельгия разделила 5-7 места с Австрией и Чехословакией.
Состав олимпийской хоккейной сборной Бельгии:
- Уильям Хорикс
- Дэвид Мейер
- Франсуа Франк
- Жак ван Рейссхут
- Вилли Крайц
- Жан Мёз
- Роджер Бюро
- Гектор Шотто
- Альберт Колон
- Марко Пельцер
- Жан ван дер Ваувер
- Андре Ботье
- Пьер ван Рейссхут